# FC Fossombrone
FC Fossombrone is een Italiaanse voetbalclub uit het dorp Fossombrone, Pesaro-Urbino, Le Marche, opgericht in 1949. De club komt uit in de hoogste Italiaanse amateurdivisie, de Campionato d'Eccellenza, en is eigendom van modeontwerper Dirk Bikkembergs, die de naam van de club na de overname veranderde naar Bikkembergs FC Fossombrone.

## Veranderingen onder Bikkembergs
Behalve de naam heeft Bikkembergs nog meer zijn stempel op de club weten te drukken. Hij heeft volledig nieuwe clubtenue's ontworpen: een wit shirt met blauwe ringen, witte broek en witte kousen met het logo van de voetballijn van Bikkembergs erop. Ook krijgen de spelers allen speciaal voor de club ontworpen zilveren schoenen, die door de blauwe ringen bij de rest van het tenue passen. Bovendien schafte de modeontwerper een gloednieuwe spelersbus aan, een duur spelershome, bij het tenue passende nieuwe trainingspakken én de spelers krijgen speciale kleding voor na de wedstrijden (jeans en colberts ontworpen door Bikkembergs zelf). Ook worden er schetsen gemaakt voor een nieuw stadion. De ontwikkelingen in het Italiaanse dorp zijn niet onopgemerkt gebleven, aangezien naast Bikkembergs' eigen sportlijn multinational Samsung de shirt- en hoofdsponsor is van de club.

## Selectie
Vanaf 20 mei 2008
- 1 Fulvio Flavoni
- 2 Matteo Conti
- 3 Alberto Tombini (kapitein)
- 4 Marco Tittoni
- 5 Tommaso Ruggeri
- 6 Sebastian Baratteri
- 7 Lorenzo Pandolfi
- 8 Alessandro Brancaccio
- 9 Simone Biagini
- 10 Damian Teres
- 11 Alberto Rondina
- 12 Luca Carletti
- 13 Michele Carbonari
- 14 Juan Colella
- 15 Marco Pelliccioni
- 16 Marwan Grotolli
- 17 Andrea Rebiscini
- 18 Giacomo Ghergo
- 19 Daniele Paoloni